# 汪孟鋗
汪孟鋗（1721年—1780年），有误作汪孟，字康古，安徽休宁县人，寄籍浙江秀水（今属嘉兴市）。清朝诗人。

## 生平
汪森之曾孫。汪上堉之子。乾隆十九年（1754年），举于乡。乾隆三十一年（1766年），进士及第，官至吏部主事。與萬光泰、王又曾等人同被稱作秀水派詩人。著有《厚石斋集》。有子汪如藻、汪如洋，均工于诗文。汪如洋为乾隆四十五年（1780年）庚子恩科殿試金榜状元。